# Morrilton
Morrilton is een plaats (city) in de Amerikaanse staat Arkansas, en valt bestuurlijk gezien onder Conway County.

## Demografie
Bij de volkstelling in 2000 werd het aantal inwoners vastgesteld op 6550.
In 2006 is het aantal inwoners door het United States Census Bureau geschat op 6558, een stijging van 8 (0.1%).

## Geografie
Volgens het United States Census Bureau beslaat de plaats een oppervlakte van
22,1 km², waarvan 21,3 km² land en 0,8 km² water.

## Plaatsen in de nabije omgeving
De onderstaande figuur toont nabijgelegen plaatsen in een straal van 24 km rond Morrilton.